# Stosunek enancjomeryczny
Stosunek enancjomeryczny (er z ang. enantiomeric ratio) – wielkość charakteryzująca mieszaninę dwóch enancjomerów, równa stosunkowi ilości jednego enancjomeru do ilości drugiego enancjomeru. Można go przedstawiać w różny sposób (podane przykłady odnoszą się do mieszaniny 98% enancjomeru R i 2% enancjomeru S):
- jako liczba {\displaystyle q={\frac {R}{S}}} lub {\displaystyle q={\frac {S}{R}},} np. {\displaystyle q=49}
- jako ułamek molowy jednego stereoizomeru: {\displaystyle {\frac {R}{R+S}}} lub {\displaystyle {\frac {S}{R+S}},} np. {\displaystyle x_{R}=0{,}98}
- jako stosunek zawartości procentowych enancjomerów w ich mieszaninie, zapisanych jak np. {\displaystyle er=98{:}2.}

W przypadku opisywania diastereoizomerów stosuje się analogiczny termin „stosunek diastereoizomeryczny” (dr z ang. diastereomeric ratio).